# Tabelle zur deutschen Halbleiterindustrie
Die Tabelle zur deutschen Halbleiterindustrie zeigt u. a. die Konzentration am führenden europäischen Chip-Produktions-Standort Dresden. Halbleiter-Bauteile, gerne als Mikrochips bezeichnet, sind die Herzstücke moderner Industrieprodukte. Sie befinden sich in Laptops, Smartphones, Haushaltselektronik und sind für Industrieanlagen, die Autohersteller oder den Bau von Waffen unverzichtbar.
Zwei Drittel der weltweiten Mikrochips-Produktion kommt derzeit aus Taiwan. Um das zu ändern, haben die Europäer und die US-Amerikaner gigantische Förderprogramme verabschiedet, um ihre Halbleiter-Industrie zu fördern.
Die EU stellt elf Milliarden Euro bereit, um bereits existierende Forschungsinitiativen zu unterstützen, neue Fabriken zu gründen, die Halbleiterherstellung zu modernisieren und Mitarbeiter zu schulen. Mehr als 43 Milliarden Euro an öffentlichen und privaten Investitionen sollen damit mobilisiert werden, um den derzeitigen Marktanteil der Europäischen Union bis 2030 auf rund 20 Prozent zu verdoppeln. Die EU will die globale Wettbewerbsfähigkeit der europäischen Halbleiter-Industrie verbessern und die Versorgung der europäischen Fabriken verbessern.
Die hohen staatlichen Subventionen bewirken die größte Neugründung der Halbleiterindustrie in Deutschland. Magdeburg wurde von Intel unter 70 möglichen Standorten ausgewählt, um die Schlüsseltechnologie in Deutschland auszubauen. Verursacht wurde dies durch das europäische Chip-Gesetz, ein Maßnahmenpaket der Europäischen Kommission.
| Name                       | Bundesland          | Ort         | in Betrieb / geplant | Bemerkungen |       |                   |            |            | |
| -------------------------- | ------------------- | ----------- | -------------------- | --- | ----- | ----------------- | ---------- | ---------- | --- |
| Name                       | Bundesland          | Ort         | in Betrieb / geplant | Bemerkungen | Bosch | Baden-Württemberg | Reutlingen | in Betrieb | Seit 1971 Entwicklung und Produktion von Halbleiter-Bauteilen und Steuergeräten für die Automobil-Industrie |
| X-Fab                      | Schleswig-Holstein  | Itzehoe     | in Betrieb           | Itzehoe ist der kleinste Standort von X-FAB -2009, wurde als Ausgliederung aus dem in Itzehoe ansässigen Fraunhofer-Institut unter dem Namen MEMS Foundry Itzehoe gegründet und wurde im Jahr 2012 Teil der X-FAB-Gruppe.                                                                             |       |                   |            |            | |
| Nexperia                   | Hamburg             | Hamburg     | in Betrieb           | Nexperia entwickelt und produziert diskrete Halbleiter. Das Unternehmen ist eine ausgegliederte Einheit von NXP Semiconductors, die im Sommer 2016 an ein chinesisches Konsortium verkauft wurde. Seit Anfang 2017 firmiert das Unternehmen eigenständig.                                             |       |                   |            |            | |
| Intel                      | Sachsen-Anhalt      | Magdeburg   | endgültig aufgegeben | Intel hatte bestätigt, dass eine neue Chip-Fabrik in Magdeburg entstehen sollte. Etwa 10.000 Jobs sollten entstehen. |       |                   |            |            | |
| Elmos                      | Nordrhein-Westfalen | Dortmund    | in Betrieb           | Die Elmos Semiconductor SE ist ein Halbleiterhersteller aus Dortmund. Das 1984 gegründete Unternehmen ist seit 1999 börsennotiert. Spezialgebiet der Elmos sind vollintegrierte Mixed-Signal-Lösungen (ASICs) für die Automobilindustrie. Die Elmos Fab wurde 2023 an Littelfuse verkauft.            |       |                   |            |            | |
| Infineon                   | Nordrhein-Westfalen | Warstein    | in Betrieb           | Die Infineon Technologies Bipolar GmbH mit Sitz in Warstein ist seit 2007 ein gemeinschaftliches Tochterunternehmen von Infineon und Siemens Energy. Infineon hält 60 % der Unternehmensanteile und Siemens Energy 40 %.                                                                              |       |                   |            |            | |
| X-Fab                      | Thüringen           | Erfurt      | in Betrieb           | Die operative Zentrale von X-FAB Semiconductor Foundries GmbH befindet sich im Erfurter Industriegebiet, in dem das Halbleiter-Unternehmen X-FAB eine große Niederlassung hat |       |                   |            |            | |
| Bosch                      | Sachsen             | Dresden     | in Betrieb           | Robert Bosch Semiconductor Manufacturing – Werk Dresden Siltronic |       |                   |            |            | |
| ESMC                       | Sachsen             | Dresden     | geplant              | Mit einem Investitionsvolumen von ca. 10,5 Mrd. € baut TSMC seine erste europäische Halbleiterfabrik in einem Joint Venture mit Infineon, NXP und Bosch (je 10 %) in Dresden. |       |                   |            |            | |
| X-Fab                      | Sachsen             | Dresden     | in Betrieb           | X-Fab verfügt über 6 Fertigungsstätten, welche sich in Deutschland (Erfurt, Dresden und Itzehoe), Frankreich (Corbeil-Essonnes), Malaysia (Kuching) und in den USA (Lubbock) befinden. Das Werk in Itzehoe ist eine Ausgründung des Fraunhofer-Instituts für Siliziumtechnologie.                     |       |                   |            |            | |
| SAW Components             | Sachsen             | Dresden     | in Betrieb           | Gründung 1996 in Dresden, Die SAW COMPONENTS Dresden GmbH, entwickelt und fertigt elektronische Bauelemente für alle Bereiche der Hochfrequenz- und Funkübertragungstechnik, Sensorik und Funkidentifikation auf der Grundlage des Oberflächenwelleneffekts (Surface Acoustic Waves – SAW)            |       |                   |            |            | |
| Infineon                   | Sachsen             | Dresden     | in Betrieb           | Die Infineon Technologies IT Services GmbH wurde 2004 gegründet und betreut von Klagenfurt aus wesentliche Teile der weltweiten IT von Infineon. Weitere Tochtergesellschaften sind die Moteon GmbH in Ilmenau, Hitex GmbH in Karlsruhe, Siltectra GmbH in Dresden                                    |       |                   |            |            | |
| Global Foundries           | Sachsen             | Dresden     | in Betrieb           | Die Globalfoundries Inc. ist ein US-amerikanischer Halbleiterhersteller, der ausschließlich Auftragsfertigung betreibt, eine sogenannte Foundry. Das Unternehmen wurde im März 2009 als Ausgründung der Halbleiterfertigung von AMD gegründet und betreibt eine Fabrik in Dresden                     |       |                   |            |            | |
| Littelfuse                 | Hessen              | Lampertheim | in Betrieb           | Littelfuse ist ein US-amerikanischer Hersteller von Elektronikkomponenten und wurde 1927 gegründet:Die Waver-Fab stellt hauptsächlich Thyristoren und IGBTs her. IXYS Semiconductor GmbH wurde 2018 von Littelfuse übernommen. Der Standort ist vermutlich die älteste Wafer Foundary in Deutschland. |       |                   |            |            | |
| Prema Semiconductor        | Rheinland-Pfalz     | Mainz       | in Betrieb           | 1970 war das Gründungsjahr und das Unternehmen begann mit der Entwicklung, Patentierung und Produktion von digitalen Messgeräten (A/D-Wandler) mit Ultrahochauflösung |       |                   |            |            | |
| Wolfspeed                  | Saarland            | Ensdorf     | geplant              | Anfang 2023 wurde bekannt, dass Wolfspeed ein Halbleiterwerk in Europa in Ensdorf im Saarland auf dem Gelände des ehemaligen Kraftwerk Ensdorf plant. Dieses Werk wurde jedoch auf unbestimmte Zeit verschoben.                                                                                       |       |                   |            |            | |
| Semikron Danfoss           | Bayern              | Nürnberg    | in Betrieb           | Semikron-Danfoss entstand 2022 aus der Vereinigung von Semikron mit der Danfoss-Tochter Danfoss Silicon Power. |       |                   |            |            | |
| UMS                        | Baden-Württemberg   | Ulm         | in Betrieb           | United Monolithic Semiconductors GmbH (UMS) entwickelt Technologien für Hoch- und Höchstfrequenzbauelemente. Die dafür benötigten Wafer werden auf der industriellen UMS Produktionslinie in Ulm prozessiert und geprüft.                                                                             |       |                   |            |            | |
| Trumpf Photonic Components | Baden-Württemberg.  | Ulm         | in Betrieb           | Trumpf Photonic Components entwickelt und produziert in Ulm VCSEL-Laserdioden. |       |                   |            |            | |
| Infineon und Osram         | Bayern              | Regensburg  | in Betrieb           | Die Osram GmbH übernahm 2021 für 565 Millionen Euro von der Infineon Technologies AG sämtliche Anteile an dem gemeinsamen Joint Venture Osram Opto Semiconductors GmbH & Co. OHG. |       |                   |            |            | |
| Qualcomm                   | Bayern              | München     | in Betrieb           | Qualcomm betreibt in München eine Produktionsstätte. |       |                   |            |            | |
| Texas Instruments          | Bayern              | Freising    | in Betrieb           | In Freising fertigt Texas Instruments Deutschland Chips. Der Halbleiterhersteller eröffnete diese Zweigstelle 1966. |       |                   |            |            | |
| TDK-Micronas               | Baden-Württemberg   | Freiburg    | in Betrieb           | Die TDK-Micronas GmbH ist ein Entwickler und Hersteller von halbleiterbasierten Sensor- und IC-Systemlösungen für die Automobil- und Industrieelektronik. 1997 übernahm Micronas das in Freiburg im Breisgau ansässige ITT-Tochterunternehmen Intermetall.                                            |       |                   |            |            | |
| Diotec Semiconductor AG    | Baden-Württemberg   | Heitersheim | in Betrieb           | Die Diotec Semiconductor AG ist ein deutscher Hersteller von diskreten Halbleitern mit weiteren Produktionsstandorten in Slowenien (Trbovlje), China (Shanghai) und Pune (Indien). Das Unternehmen wurde 1973 gegründet.                                                                              |       |                   |            |            | |